# Alliance Atlantis Communications
Alliance Atlantis è stato uno studio di animazione canadese, fondato nel 1998 e situato in Toronto, Ontario.
L'azienda ha collezionato una nutrita serie di premi per molte delle sue serie televisive, fra cui: Lunar Jim, Il mondo di Henry, Etciù! Accipicchia, che starnuto!, Pumper Pups e Da Vinci's Inquest.

## Storia
Alliance Atlantis è stata fondata nel 1998 dalla fusione di due ex società di produzione, Alliance Communications (fondata nel 1985) e Atlantis Communications (fondata nel 1978).
Al momento della fusione, entrambe le società avevano lanciato vari servizi televisivi in Canada; nel 1995, Alliance ha lanciato Showcase Television mentre Atlantis ha lanciato Life Network (che da allora è stato ribattezzato "Slice"); nell'autunno 1997 le compagnie lanciarono rispettivamente History Television e HGTV Canada. All'inizio di quell'anno, Alliance Atlantis ha collaborato con Hallmark Cards per creare Crayola Kids Adventures, una serie di adattamenti di famose novelle per bambini. Atlantis era stato anche un grande investitore in YTV nei suoi primi anni, prima di essere venduto a quello che ora è Corus Entertainment.
Nel 1998, la società ha acquistato il 75% di Cineplex Odeon Films.
Nel 2001, la società ha acquistato la Salter Street Films, che ha prodotto numerosi spettacoli televisivi sia per il mercato canadese che per quello internazionale. Subito dopo l'acquisizione, Salter Street Films è stata sciolta e i suoi progetti attivi sono stati trasferiti alla divisione di produzione / sviluppo televisiva di Alliance Atlantis.
Aveva la proprietà di una serie di servizi canadesi, che, oltre a quelli sopra elencati, che includono Food Network, Discovery Health (ora FYI Canada), BBC Canada, BBC Kids e altri.
Nel 2007, Alliance Atlantis è stata nominata tra i primi 100 datori di lavoro del Canada, come pubblicato sulla rivista Maclean's, essendo l'unica emittente inclusa nell'elenco.
Nello stesso anno è stata acquisita da una sussidiaria di Goldman Sachs.